# Yorlen Cordero
Yorlen José Cordero Díaz (Maturín, Monagas, Venezuela; 5 de febrero de 2002), más conocido como Yorlen Cordero, es un futbolista venezolano que juega como centrocampista en Mineros de Guayana de la Primera División de Venezuela.

## Biografía
Yorlen José Cordero Díaz nació en Maturín, Monagas, y creció en la misma ciudad. Constantemente alternaba entre los estudios, y el deporte, pero no había seriedad en la actividad futbolística más que una afición común y corriente, siendo ávido fanático del Monagas S. C. al punto de vérsele constantemente en los partidos. No fue hasta que su padre le comunicó, después de Yorlen jugar un partido en la Escuela Mejías, que "Hijo, tú a los 16 años tienes que estar debutando en Primera División". Lo cual implicó una meta que posteriormente cumpliría.

## Trayectoria

### Monagas S. C.

#### Rápido ascenso por divisiones juveniles (2013-2017)
Si bien fue inscrito en su niñez en la academia juvenil del Monagas S. C. (específicamente a los once años de edad), después de dos años, pasó a la Escuela Mejía donde continuó con su progresión. Allí fue destacándose y haciéndose un puesto. Al cumplir los catorce años de edad lo capta el director técnico de la Selección Nacional Sub-15, Frank Tamanaco Piedrahíta. Eso le permitió contar con la confianza suficiente del cuerpo técnico de dos procesos, ya que le valió para representar a Venezuela en el Sudamericano Sub-15 y Sub-17. Esto a su vez le valió para volver al Monagas S. C. ya con cupo de futbolista profesional.

#### Debut en Primera División (2017-2018)
Su óptimo desarrollo futbolístico hizo que tuviera cupo en la primera plantilla del Monagas S. C., pero esperó medio año para que disputara sus primeros minutos como profesional. Esto fue en un partido de clasificación a la siguiente ronda de la Copa Venezuela del 8 de agosto de 2018 frente al Lala FC. Su debut en la Liga FUTVE se produjo el 18 de octubre frente al Deportivo Anzoátegui en la que su equipo empató por marcador de 1-1. De esta manera, de la mano del entonces DT José Manuel Rey, se convirtió en el quinto jugador más joven en debutar con la camisa del Monagas S. C. en Primera División con 16 años y 8 meses.
En las siguientes temporadas fue haciéndose un espacio cada vez más frecuente en la oncena titular, hasta pasar a ser un regular en el once.

## Selección nacional

### Categorías inferiores
Tras pasos por la selección venezolana sub-15, escaló lo suficiente para después de varios módulos sub-17, debutar en el año 2019 con la selección venezolana sub-17 ante Ecuador, quedando paridad en el marcador con un 1-1. Allí, disputó los cuatro partidos correspondientes a la fase de grupos del Campeonato Sudamericano de Fútbol Sub-17 de la CONMEBOL 2019, todos desde la oncena titular, aportando a su vez una asistencia.

## Habilidades
Constantemente es descrito como un jugador potente por la raya, intenso y rápido, con polivalencia a la hora de ejercer funciones en la cancha, no solo en los extremos, sino de delantero. También se caracteriza por constantemente tirar centros, y en diagonales tirar un pase a gol. Es más jugador de un colectivo que individual.

## Estadísticas

### Clubes
Actualizado al último partido jugado el 13 de diciembre de 2020.
| Club                      | Div.          | Temporada     | Liga  | Liga  | Liga   | Copas nacionales(1) | Copas nacionales(1) | Copas nacionales(1) | Torneos internacionales(2) | Torneos internacionales(2) | Torneos internacionales(2) | Total(3) | Total(3) | Total(3) | Media goleadora |
| Club                      | Div.          | Temporada     | Part. | Goles | Asist. | Part.               | Goles               | Asist.              | Part.                      | Goles                      | Asist.                     | Part.    | Goles    | Asist.   | Media goleadora |
| ------------------------- | ------------- | ------------- | ----- | ----- | ------ | ------------------- | ------------------- | ------------------- | -------------------------- | -------------------------- | -------------------------- | -------- | -------- | -------- | --------------- |
| Monagas S. C. · Venezuela |               |               |       |       |        |                     |                     |                     |                            |                            |                            |          |          |          |                 |
| 1.ª                       | 2017-18       | 2             | -     | -     | -      | -                   | -                   | -                   | -                          | -                          | -                          | -        | -        | -,--     |                 |
| 1.ª                       | 2018-19       | 1             | -     | -     | -      | -                   | -                   | -                   | -                          | -                          | --                         | --       | -        | -,-      |                 |
| 1.ª                       | 2019-20       | 11            | -     | -     | -      | -                   | -                   | -                   | -                          | -                          | -                          | -        | -        | -,--     |                 |
| Total club                | Total club    | 14            | -     | -     | -      | -                   | -                   | -                   | -                          | -                          | -                          | -        | -        | -        |                 |
| Total carrera             | Total carrera | Total carrera | 14    | ---   | ---    | --                  | --                  | --                  | --                         | --                         | --                         | --       | --       | --       | -,--            |